# درام أرتساخي
درام أرتساخي هي العملة الرسميّة لجمهورية أرتساخ (مرتفعات قره باغ)، هذه العملة غير معترف بها عالميّاً ويتم التداول بها كتذكار أمّا عمليّاً فيتم التداول بالدرام الأرميني كوحدة نقد أساسيّة.